# Амадок II

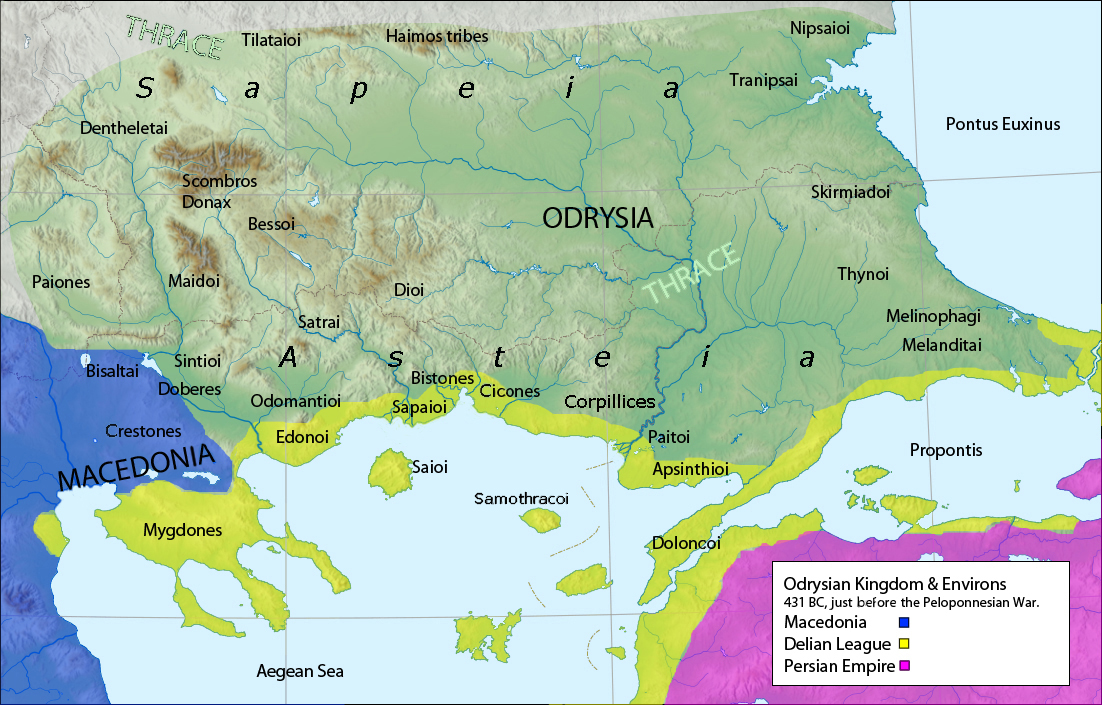
Одрисское царство IV в. до н. э.

Амадок II (др.-греч. Αμάδοκος) — фракийский царь в Одрисском государстве с 359 по 341 год до н. э. Сын царя Котиса I.

## Биография

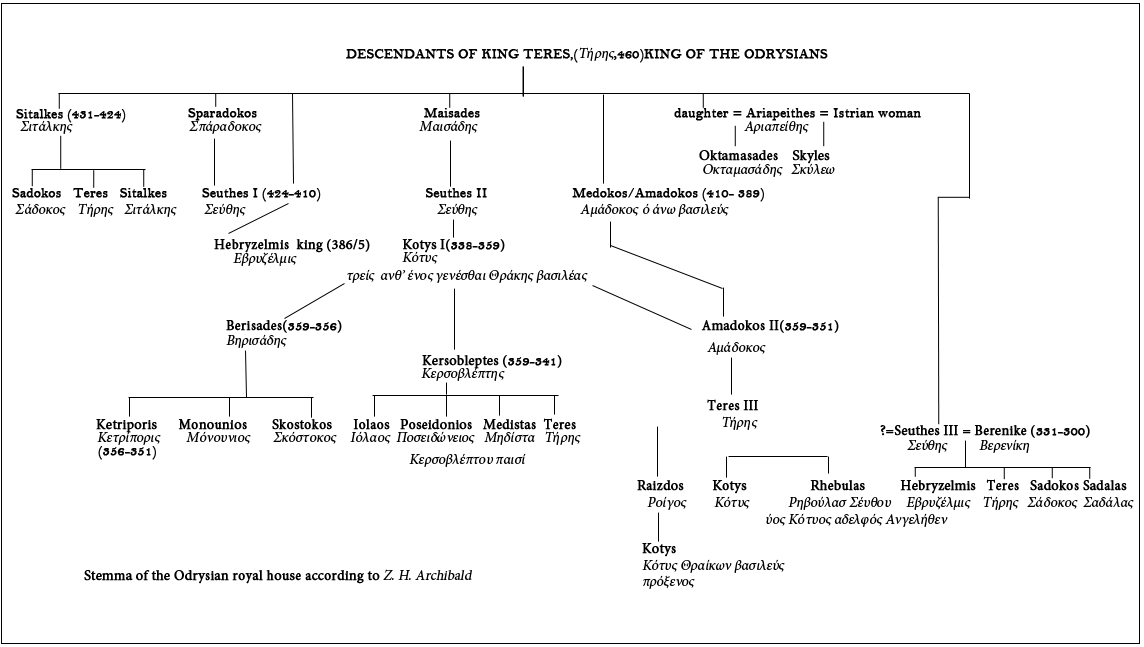
Генеалогия потомков Тереса

После смерти фракийского царя Котиса I Амадок II вместе со своими двумя братьями Керсеблептом и Берисадом унаследовали его царство. Из-за малого возраста Керсеблепта регентом при нем был муж их сестры, эвбейский военачальник Харидем. При содействии Харидема Фракийское царство в 358 г. до н. э. было разделено на три части, а Херсонес Фракийский (за исключением Кардии), отошел к афинянам. Амадок II получил центральную часть Одрисского царства к западу от реки Хибер (Марица) к востоку от реки Места.
Керсеблепт планировал вернуть Херсонес и вошел для этого в союз с македонским царем Филиппом II, но Амадок II отказался пропустить войска Филиппа через свою территорию.
В 357 г. до н. э. Амадок II вместе с братьями заключил союз с Афинами против македонян. Но уже в 356 г. до н. э. фракийцы потеряли область Кренид, где основана крепость Филиппы. Золотые рудники горы Пангей в захваченной области позволили Филиппу II увеличить армию.
В 353 году между центральной и восточной Фракией началась война из-за спорных территорий. Керсеблепт заключил с Филиппом II союз против Амадока. В 352 г. до н. э. Амадок перешел на сторону Македонии и заключил союз с Филиппом против Керсеблепта.
В конце 347 г. до н. э. оба фракийских царя попросили Филиппа II разрешить их конфликт. Филипп II воспользовался случаем и вторгся со своей армией в Фракии. Он сделал обоих своими вассалами и взял в качестве заложника сына Керсеблепта.
После смерти Амадока II царем в центральной Фракии стал его сын Терес II.